# Mary Beth Edelson
Mary Beth Edelson   (East Chicago, 6 de febrer de 1933 - Ocean Grove, 20 d'abril de 2021) va ser una artista estatunidenca, considerada una de les primeres artistes feministes de la seva generació. També va col·laborar de forma activa en el moviment pels drets civils. En el decurs de la seva carrera artística va crear pintures, fotografies, collages, murals i dibuixos pels drets civils. Eldeson era pintora, gravadora, il·lustradora de llibres, fotògrafa i artista performer. Els seus treballs han estat exposats a museus com el MoMA i el Smithsonian.

## Vida personal
Els seus pares li van inculcar l'interès per l'art i l'activisme, el qual començà quan només tenia catorze anys.¹²  Va tenir dos fills: una filla del seu segon matrimoni i un fill del tercer amb Alfred H. Edelson. Posteriorment, visqué durant 27 anys amb Robert Stackhouse, també artista, al seu estudi/habitatge del Soho.3
Va viure a Nova York a mitjans dels anys 50s i després es traslladà a Indianàpolis, on va adquirir una galeria d'art que mantingué fins 1968, data en què es mudà a Washington, D.C. Als anys 70s retornà a Nova York.34

## Educació
De 1951 a 1955, Edelson acut a la DePauw University a Greencastle, Indiana, i també estudia a l'Escola de l'Institut d'Art de Chicago (1953–1954). Els seus treballs es van exhibir al 1955 en una exposició per a l'alumnat que se n'anava a graduar Una de les seves pintures fou considerada inapropiada per al clergat i als nens petits. Es posà en qüestió la seva obra i es volgué retirar per part dels membres de la Facultat. Tal cosa originà tot una sèrie de protestes dins la mateixa universitat.¹
Després de graduar-se a l'Escola de l'Institut d'Art de Chicago, es mudà a Nova York on es matriculà al programa de llicenciatura de la Universitat de Nova York. Al 1958 rebé el seu títol de Màster en Art.¹

## Moviment feminista i moviment pels drets civils
En la segona meitat dels anys 50s, comença a formar part de manera activa del moviment feminista emergent així com del moviment pels drets civils. Al 1968 organitza la primera Conferència als USA per a les Dones en les Arts visuals a Washington, D.C.
Chrysalis i las Heresies Collective, inclosa la publicació de Heresies, es fundaren en part degut als seus esforços. Va treballar amb el Comitè a favor de la Diversitat i la Inclusió; així com amb la coalició Acció de les dones del que va ser directora del 1992 al 1994.
Edelson fou membre del Titlle IX Task Force, format per augmentar la presència de dones pintores i escultores en els museus. Es basava en l'Acta pels Drets Civils de 1964 que rebutjava els organismes federals basats en la discriminació de sexe. El grup, format el 1998, va arxivar una queixa a la Dotació Nacional per a les Arts contra el Museu d'Art Modern, el Museu Guggenheim i la Whitney Museu d'Art Americà.
Va estar activa durant la seva maduresa i continuava sent-ho en ambdós moviments.

## Carrera
Edelson va crear la seva obra dins de l'Art Feminista i Conceptual realitzant escultures de bronze, pintures, collages, impressions, caixes de records i esbossos. Les seves pintures inclouen retrats i murals. És també fotògrafa, book artist i perfomance.¹3

### Moviment d'Art Feminista
És considerada part de la "primera generació de artistes feministes," un grup que també inclou Rachel Rosenthal, Carolee Schneeman i Judy Chicago. Eren part d'un moviment europeu i estatunidenc que desenvolupava l'art i l'escriptura feministes.7 A la dècada dels 70s les seves pintures, collages i performances van formar el seu interès pel moviment d'art feminista. Els temes comuns d'aquest moviment incloïen  el qüestionament del poder i l'autoritat dels homes i l'exploració de la funció social de les dones.¹ La galeria d'art feminista, A.I.R. Gallery, fundada el 1972, allotjà exposicions del treball d'Edelson, inclosa la seva participació en les  Heresies Collective, durant els seus inicis.⁵8 Ajudà a crear les Heresies Collective i fou membre d'aquesta galeria feminista.3
Estigué implicada en l'exposició itinerant "WACK! Art of the Feminist Revolution"entre 2007 i 2009, de la qual Connie Butler en fou comisària.3

### Some Living Women artists / Last supper
Al 1972 Edelson utilitzà la imatge del fresc del Sant Sopar de Leonardo da Vinci per crear Some Living Women Artists / Last Supper. Utilitzà la tècnica del collage per afegir dones artistes de renom substituint els homes que apareixien en el quadre de Da Vinci. Ràpidament aquesta obra esdevingué “una de les imatges més icòniques del moviment d'art feminista” El cap de Joan el Baptista va estar cobert per Nancy Tuimbas i Crist per Georgia O´Keeffe. S'enfrontà decididament contra la funció que la societat i la religió han tingut en la subordinació de les dones. Al 1977 realitzà una obra performàntica amb el mateix objectiu: Proposals for: Memorials to the 9,000,000 Women Burned as Witches in the Christian Era.¹ El MoMA de Nova York adquirí el treball original fet per Edelson, juntament amb quatre cartells de collage originals d'aquesta sèrie.3⁹
Per a molts autors la seva versió del Sant Sopar de Da Vinci és un clar antecedent de l'obra de Judy Chicago The Dinner Party, 1974-1979.